# Luke Arnold
Luke Arnold (Adelaida, 31 de mayo de 1984) es un actor y autor australiano conocido por haber interpretado a Michael Hutchence en la miniserie Never Tear Us Apart: The Untold Story of INXS y por dar vida al pirata Long John Silver en la serie Black Sails. En enero de 2020, publicó su primera novela: La última sonrisa en Sunder City.

## Biografía
Nacido en la ciudad de Adelaida, en el estado de Australia Meridional, se graduó de la prestigiosa Western Australian Academy of Performing Arts ("WAAPA") en el 2004.

## Carrera
En el 2007 apareció como invitado en la popular serie australiana Mcleod's Daughters donde interpretó a Rhys Plaidy.
En el 2008 interpretó a Jago en la serie de aventura The Elephant Princess.
En el 2009 apareció en las series policíacas y de acción Rush donde interpretó al oficial de policía Elliot Ryan y en Rescue Special Ops donde dio vida a Rick Jones. Ese mismo año se unió al elenco de la película Broken Hill donde interpretó a Tommy McAlpine un joven compositor talentoso, en la película trabajó a lado de la actriz Alexa Vega.
En el 2010 interpretó a Augie en un episodio de la miniserie The Pacific.
En el 2011 apareció en la serie policíaca City Homicide donde dio vida a Drew Preston. Ese mismo año apareció en el thriller The Tunnel donde interpretó a Jim "Tangles" Williams.
En el 2012 se unió al elenco recurrente de la serie Winners & Losers donde interpretó a Lachie Clarke, un universitario que llama la atención de Jenny Gross (Melissa Bergland).
En el 2014 se unió al elenco de la serie Black Sails donde interpretó al pirata Long John Silver hasta el final de la serie en 2017.
Ese mismo año se unió al elenco principal de la miniserie de dos partes Never Tear Us Apart: The Untold Story of INXS donde interpretó al famoso Michael Hutchence, miembro de la banda australiana de rock INXS.
El 24 de enero de 2017 se anunció que se había unido al elenco principal de la segunda temporada de la serie Glitch
En el 2020 se unió al elenco recurrente de la popular serie australiana Home and Away donde da vida al enfermero Lewis Hayes, hasta ahora. También publicó ese año el primer título de su saga literaria Los archivos de Fetch Phillips: La última sonrisa en Sunder City. A finales de ese mismo año se publicó su continuación, Hombre muerto en una zanja. 

## Obra literaria

### SagaLos archivos de Fetch Phillips
- La última sonrisa en Sunder City (The Last Smile in Sunder City, 2020). Publicado en España y Latinoamérica por el sello Gamon Fantasy de Trini Vergara Ediciones.
- Hombre muerto en una zanja (Dead Man in a Ditch, 2020). Publicado en España y Latinoamérica por el sello Gamon Fantasy de Trini Vergara Ediciones.
- Con un pie en el abismo (One Foot in the Fade, 2022). Publicado en España y Latinoamérica por el sello Gamon Fantasy de Trini Vergara Ediciones.

## Filmografía

### Series de televisión
| Año             | Serie                                         | Personaje           | Notas                                          |
| --------------- | --------------------------------------------- | ------------------- | ---------------------------------------------- |
| 2020 - presente | Home and Away                                 | Enfro. Lewis Hayes  | 27 episodios                                   |
| 2020            | The End                                       | Josh                | 10 episodios                                   |
| 2018, 2019      | Box Peek                                      | Bronze Fang         | 2 episodios                                    |
| 2017 - 2019     | Glitch                                        | Owen Nilsson        | 9 episodios                                    |
| 2014 - 2017     | Black Sails                                   | John Silver         | 38 episodios                                   |
| 2014            | Never Tear Us Apart: The Untold Story of INXS | Michael Hutchence   | 2 episodios - miniserie                        |
| 2012            | Winners & Losers                              | Lachie Clarke       | 6 episodios                                    |
| 2012            | Lowdown                                       | Leon                | episodio # 2.3                                 |
| 2012            | Event Zero                                    | Tully               | -                                              |
| 2011            | Twentysomething                               | Mochilero           | episodio # 1.2                                 |
| 2011            | City Homicide                                 | Drew Preston        | episodio "No Greater Honour: Go Down Swinging" |
| 2010            | The Pacific                                   | Augie               | episodio "Gloucester/Pavuvu/Banika"            |
| 2009            | Rush                                          | Oficial Elliot Ryan | 2 episodios                                    |
| 2009            | Rescue Special Ops                            | Rick Jones          | 2 episodios                                    |
| 2008            | The Elephant Princess                         | Jago                | 4 episodios                                    |
| 2008            | The Strip                                     | Muz                 | episodio "Footballers"                         |
| 2007            | Mcleod's Daughters                            | Rhys Plaidy         | episodio "My Enemy My Friend"                  |

### Películas
| Año  | Título               | Personaje              | Notas |
| ---- | -------------------- | ---------------------- | --- |
| 2014 | Teenage Kicks        | Tommi                  | junto a Sophie Lowe, Bojana Novakovic y Miles Szanto                                                            |
| 2012 | Loaded               | Sammy                  | corto - junto a Ngaire Dawn Fair, Simon Lyndon y Kurt Mottershead                                               |
| 2011 | The Tunnel           | Jim "Tangles" Williams | junto a Bel Deliá, Andy Rodoreda y Steve Davis                                                                  |
| 2011 | Panic at Rock Island | Tyson                  | junto a Grant Bowler, Zoe Cramond, Vince Colosimo, Damian W.-Howling, Nathan Page, Anna Hutchison y Viva Bianca |
| 2011 | Murder in the Dark   | Kevin                  | junto a Phil Austin, Yann Bean, Samrat Chakrabarti, Kiran Deol y Eme Ikwuakor                                   |
| 2011 | Dealing with Destiny | Blake                  | junto a Roger Sciberras, Clayton Moss, Steve Maresca, Barry Quin, Catherine Jermanus y Emma Leonard             |
| 2010 | Letters to Sally     | Tim/Damian             | corto - junto a Louisa Mignone y Naomi Young                                                                    |
| 2009 | Broken Hill          | Tommy McAlpine         | junto a Alexa Vega, Timothy Hutton, Andy McPhee y Rhys Wakefield                                                |
| 2006 | One Perfect Day      | Blake                  | junto a Radek Jonak, Brooke Martin, Tory Rodd y Kathy Wheatley                                                  |

### Como especialista en escenas de riesgo
| Año  | Título    | Notas                                |
| ---- | --------- | ------------------------------------ |
| 2003 | Peter Pan | Asistente en coreografía con espadas |

### Teatro
| Año  | Obra                                    | Personaje         | Director (a)    | Teatro                     | Notas                                                   |
| ---- | --------------------------------------- | ----------------- | --------------- | -------------------------- | ------------------------------------------------------- |
| 2008 | Thieving Boy and Like Stars In My Hands | Marcello          | Robert Chuter   | Carlton Courthouse Theatre | junto a Gary Abrahams, David Forster y Stephanie Lillis |
| -    | Exploration Macbeth                     | Banquo/Macduff    | Margo Fenley    | -                          | -                                                       |
| -    | Invisible                               | -                 | Nick Candy      | -                          | -                                                       |
| -    | A Midsummer Nights Dream                | Puck              | Tom Gutteridge  | WAAPA                      | -                                                       |
| -    | Before I Get Old                        | Doug              | Chris Edmund    | WAAPA                      | -                                                       |
| -    | The Pagans                              | Bobby Quinn       | Andrew Lewis    | WAAPA                      | -                                                       |
| -    | The London Cuckolds                     | Valentine Loveday | Aarnee Neeme    | WAAPA                      | -                                                       |
| -    | King Lear                               | Cornwall          | Chris Edmund    | WAAPA                      | -                                                       |
| -    | Titus Andronicus                        | Titus             | Heath Miller    | WAAPA                      | -                                                       |
| -    | A Month in the Country                  | Vanya             | Gillian Jones   | WAAPA                      | -                                                       |
| -    | Mad Forest                              | Bogdan            | Leith McPherson | WAAPA                      | -                                                       |

## Premios y nominaciones
| Año  | Categoría                        | Premio      | Nominado                                      | Resultado |
| ---- | -------------------------------- | ----------- | --------------------------------------------- | --------- |
| 2015 | Most Popular Actor               | Logie Award | Never Tear Us Apart: The Untold Story of INXS | pendiente |
| 2015 | Most Outstanding Actor           | Logie Award | Never Tear Us Apart: The Untold Story of INXS | Ganó      |
| 2015 | Lead Actor in a Television Drama | AACTA Award | Never Tear Us Apart: The Untold Story of INXS | Nominado  |